# Colle di Val d'Elsa
Colle di Val d'Elsa is een gemeente in de Italiaanse provincie Siena (regio Toscane) en telt 20.225 inwoners (31-12-2004). De oppervlakte bedraagt 92,2 km², de bevolkingsdichtheid is 219 inwoners per km².
De volgende frazioni horen ook bij de gemeente: Agrestone.

## Demografie
Colle di Val d'Elsa telt ongeveer 8110 huishoudens. Het aantal inwoners steeg in de periode 1991-2001 met 14,6% volgens cijfers uit de tienjaarlijkse volkstellingen van ISTAT.
| Jaar | Inwoneraantal |
| ---- | ------------- |
| 1991 | 17.040        |
| 2001 | 19.521        |

## Geografie
De gemeente ligt op ongeveer 141 m boven zeeniveau.
Colle di Val d'Elsa grenst aan de volgende gemeenten: Casole d'Elsa, Monteriggioni, Poggibonsi, San Gimignano, Volterra (PI).

## Geboren in Colle di Val d'Elsa
- Arnolfo di Cambio (1232-1302/1310), architect
- Cennino Cennini (1360/1370-1427), kunstschilder